# Jessica Watkins
Jessica Andrea Watkins (Gaithersburg, 14 maggio 1988) è un'astronauta e geologa statunitense. Nel 2022 ha preso parte alla missione di lunga durata SpaceX Crew-4 (Expedition 67) a bordo della Stazione spaziale internazionale (ISS).

## Biografia

### Istruzione e carriera accademica
Dopo essersi laureata in scienze ambientali e geologiche all'Università di Stanford in California, ha conseguito un dottorato in geologia all’Università della California, Los Angeles. Per le ricerche di dottorato, Watkins ha studiato i meccanismi di postazione delle grandi frane su Marte e sulla Terra, attraverso le analisi orbitali e il lavoro sul campo. Mentre era all’Università della California, è stata assistente per vari corsi sulla scienza terrestre e planetaria. 
Al momento della sua selezione, Watkins era un membro post dottorato della Divisione delle scienze geologiche e planetarie del Caltech, dove ha collaborato sul rover Mars Science Laboratory (Curiosity), partecipando alla pianificazione giornaliera delle attività del rover e investigando sulla storia geologica del Cratere Gale su Marte.
Durante il periodo trascorso come interno al Ames Research Center della NASA, Watkins ha condotto ricerche a supporto della missione del rover Phoenix Mars Lander e del prototipo Mars drill. È stata anche capo geologo per NASA Spaceward Bound Crew 86 nella Mars Desert Research Station nel 2009. Dopo la laurea ha partecipato a diversi programmi interni del Jet Propulsion Laboratory (JPL) della NASA, come analisi degli asteroidi vicino alla Terra scoperti dalla missione NEOWISE nel 2011, la pianificazione tattica e strategica della missione Curiosity del 2013 e test di progettazione dei sistemi per le missioni future Mars 2020 e Mars Sample Return. Ha lavorato come membro del team delle operazioni scientifiche delle missioni analoghe della NASA Desert Research and Technology Studies (Desert RATS) nel 2011 e ha partecipato alla Scuola estiva sulla scienza planetaria NASA al JPL nel 2016. 

### Carriera come astronauta
Il 7 giugno 2017 è stata selezionata come candidata astronauta del Gruppo 22 degli astronauti NASA. Ad agosto 2017 ha preso servizio al Johnson Space Center della NASA per iniziare i due anni di addestramento base come candidato astronauta. Nel gennaio 2020 ha concluso l'addestramento ottenendo la qualifica di astronauta e diventando assegnabile a una missione spaziale. Nel 2019 trascorse nove giorni nel laboratorio sottomarino Aquarius per la missione analoga NEEMO 23.

#### SpaceX  Crew-4 (Expedition 67)
Nel febbraio 2021 è stato assegnata come specialista di missione della missione SpaceX Crew-4 durante la quale trascorrerà sei mesi (Expedition 67) sulla Stazione spaziale internazionale nel 2022. Dopo essere stato rinviato diverse volte, il lancio è avvenuto il 27 aprile 2022.

## Vita privata
Watkins è nata a Gaithersburg nel Maryland ma è cresciuta a Lafayette, Colorado. 
Al college era un membro della squadra femminile di rugby dell'Università di Stanford e poi della Nazionale femminile di rugby a 7 degli Stati Uniti. Faceva parte della squadra quando la nazionale americana raggiunse le semifinali nella Coppa del mondo del 2009 a Dubai, successivamente sconfitte della Nuova Zelanda. Dopo il dottorato è stata assistente coach per la squadra di basket femminile del California Institute of Technology (Caltech). Nel tempo libero le piace giocare a calcio, scalare, sciare, scrivere.